# Pyrgostroma shearii
Pyrgostroma shearii är en svampart som beskrevs av Petr. 1951. Pyrgostroma shearii ingår i släktet Pyrgostroma, divisionen sporsäcksvampar och riket svampar.   Inga underarter finns listade i Catalogue of Life.